# نوگاروله روکا
نوگاروله روکا (به ایتالیایی: Nogarole Rocca) یک کومونه در ایتالیا است که در استان ورونا واقع شده‌است. نوگاروله روکا ۲۹٫۲ کیلومتر مربع مساحت و ۳٬۰۸۸ نفر جمعیت دارد و ۳۷ متر بالاتر از سطح دریا واقع شده‌است.